# フリー・キトゥン
フリー・キトゥン (Free Kitten) はソニック・ユースのキム・ゴードン、元プッシー・ガロアのジュリィ・カフリッツ、ボアダムスのヨシミ、ペイヴメントのマーク・イボルドの4人からなるコラボレーションバンド。

## ディスコグラフィー

### アルバム
- ナイス・アス - Nice Ass（1995年）
- センチメンタル・エデュケーション - Sentimental Education（1997年）
- インヘリット - Inherit（2008年）

### EP
- コール・ナウ - Call Now（1992年）
- パンクス・スーイン・パンクス - Punks Suing Punks（1996年）